# 1437 Diomedes
1437 Diomedes é um asteroide troiano de Júpiter. Foi descoberto em 3 de agosto de 1937 por Karl Wilhelm Reinmuth.
Este asteroide recebeu este nome em homenagem ao herói grego Diomedes.